# Belem (barco)
El Belem (1896) es el último barco de tres mástiles francés, el más antiguo velero de tres mástiles en estado de navegación en Europa y el segundo velero más grande conservado en Francia. Construido en Nantes, utilizado sobre todo en el Caribe, a continuación, alternativamente inglés, italiano, y de nuevo francés, este antiguo velero de carga fue cambiado varias veces. El Belem fue motorizado y rebautizado para diversos usos (crucero de lujo y nave de entrenamiento) y finalmente fue descubierto por casualidad en Venecia en un estado lamentable a finales de 1970 por un aficionado nostálgico. Comprado con el apoyo de un gran banco francés, que financió la fundación que comenzó su restauración, el Belem ahora esta reconvertido en el cabotaje, se ofrece cursos de iniciación y descubrimiento para entusiastas, se utiliza entre otros y de paso de la Armada Francesa para la formación de sus grumetes y aparece en las grandes reuniones de veleros tradicionales.
El Belem es objeto de una clasificación como monumento histórico desde el 27  de febrero de 1984.

## Historia

### El principio y el transporte de cacao
Botado el 10 de junio de 1896, sólo siete meses después de su orden del astillero Dubigeon de Nantes par Fernand Crouan, de la Compañía nantésa ‘Denis Crouan e Hijos’, que es especializado en el transporte de cacao y chocolate en nombre de Menier, el Belem fue asignado a la flota de « los antillanos » y puede transportar hasta 675 toneladas de carga.
Su primer viaje bajo el mando del capitán Lemerle, apodado "le merle noir" era un éxito parcial. Un incendio en el enfoque de las costas de América del Sur destruyó las 121 mulas que transportó el barco desde Montevideo (Uruguay ) hasta Belem (Brasil). Por eso era necesario un regreso precipitado al astillero para reparaciones pesadas. Buen caminante, este barco de tonelaje pequeño, en comparación con la flota de veleros ‘cap-horniers’ de la época, realizó 33 campañas hasta su retirada comercial el 31 de enero de 1914.·
Estas campañas se hicieron principalmente hacia el puerto de Belém en la costa sur del brazo meridional de la desembocadura del río Amazonas. Pero el Belem sabrá muchos otros destinos como Montevideo en Uruguay, o Martinica en las Antillas, de ahí que escapó por poco de la ira de Monte Pelée en 1902. De hecho, la entrada del puerto se le niega por la falta de espacio, y tiene que anclar en el otro extremo de la isla, lo que le permitirá ahorrar. Esta es también la de Belem, que ayudará a los dos (o tres) supervivientes del desastre. En 1907 y 1908, su destino es Guyana; reforzado por Demange Frères repuesta de la colonia penal de Cayena. Estos viajes no son rentables, se transfiere a la Société des Armateurs Coloniaux (Compañía Armadores Coloniales).
La tripulación se compone entonces de sólo 13 hombres cuyas condiciones de vida son duras a bordo. De hecho, hay que manejar más de 1 000 m² de vela. El aparejo es entonces de una barca, la mesana triangular no llevaba una verga extrañamente. Mástiles y verga son de madera, cordaje de cáñamo y velas de algodón.

### Embarcación de recreo entonces nave de entrenamiento
La expansión de los barcos de vapor, más fiable y más regular para la navegación comercial, hace que sea obsoleta el Belem. El 11 de febrero de 1914, le Belem fue comprada por 3.000 libras por el Duque de Westminster con el propósito de convertirlo en un yate de vela. Le Belem comenzó una nueva vida como un buque de cruceros. En ese tiempo, ha cambiado dramáticamente para la comodidad del propietario y sus invitados.
La bodega se transforma en cómodas cabañas y se puede acceder por una escalera doble, con un salón acristalado, decorado caoba cubana y montado en la cubierta. Esto requerirá desafortunadamente que las velas más bajas, muy poderosas antes, se redimensionen. Los mástiles más bajos son cambiado por tubos de acero. También está dotado con 2 motores suecos Bollinder de 250 CV cuyo escape es a través del mástil de mesana, convertido en hueco. Así, con la reducción a la mitad de la vela mayor y del trinquete, la resistencia hidráulica causada por dos grandes hélices de cuatro palas de 1,20 metros de diámetro, y una mayor resistencia al viento (salón de la cubierta de popa y levantada) han impactado en gran medida sus excelente capacidades náuticas de navegación a vela. Perdió casi 2 nudos de velocidad y casi no avanzó contra el viento! A cambio, se puede navegar en todas las condiciones meteorológicas y la maniobra sólo en todos los puertos del mundo, lo que corresponde con las expectativas de su nuevo propietario.
El bauprés, acero desde su origen, también se acortó, trayendo el centro vélico de velero hacia atrás y haciéndolo un poco más ardente. Así, con el aparejo que tiene hoy en día, no puede portar toda su vela cangreja y navegar de bolina sin desequilibrar, lo que también limita el poder de su aparejo. Sin embargo, excede de 60 metros de eslora total que puede tener importantes consecuencias financieras en términos de tasas portuarias, la extensión de la percha para llevar uno o dos foques adicionales no es envisageable.
Comprado en 1921 por Sir Arthur Ernest Guinness, se cambia el nombre del Fantôme II. A partir de ese momento, el Belem va a navigar mucho, hacer viajes muy largos. Sin embargo, incluso si ha hecho la vuelta al mundo por los canales de Panamá y Suez, el barco nunca ha pasado el cabo de Hornos. Estos viajes cesarán en 1939, principios de la Segunda Guerra Mundial. El Belem encuentra refugio en la Isla de Wight, donde fue milagrosamente sobrevivió a los bombardeos, pero su aparejo sufre un gran daño. El servirá de base a una unidad de las Fuerzas navales de la Francia Libre (Les Forces Navales Françaises Libres). La bella historia entre los tres mástiles y Sir Ernest Guinness terminará en 1949, a la muerte de este último.
Se embarcó en 1952 en Venecia, donde su nuevo propietario, la Fundación Cini, de hecho, una nave de entrenamiento. Su nombre se cambió de nuevo: Giorgio Cini. Rearmado con un dormitorio en el entrepuente, el aparejo se convierte en el de una goleta de tres mástiles, más fácil de maniobrar.
En 1972, el Arma de Carabineros (Arma de Carabinieri) italiano lo compra por la suma simbólica de una lira, ya que desea tener una nave de entrenamiento. Él se ha cambiado de motor con dos motores de Fiat de 300 CV pero su nueva carrera fue corta. La falta de mantenimiento durante los años de la guerra no le ha dejado un aspecto magnífico, y rápidamente, se considera demasiado viejo para tomar cadetes en el mar. Los astilleros de Venecia lo recuperan más o menos en estado de navegar, el aparejo está remontado como al origen en una barca de tres mastilles (el palo mayor reanuda vela cuadrada).
En 1976 y siempre por una lira simbólica, los militares lo ceden a un astillero veneciano que, después de una limpieza rápida, le ofrecen a la venta.

### De nuevo bajo la bandera francesa
Fue por casualidad que un apasionado por los aparejos tradicionales, Dr. Luc-Olivier Gosse, lo reencuentra. A través de una asociación (ASCANF), el banco ‘Caisse d'épargne’ recompra el último gran velero de acero francés con el fin de devolverlo a su país de origen. El 17 de septiembre de 1979, el Belem llega a Brest remolcado por un buque de guerra de la Marina Francesa, ‘l'Éléphant’.
En 1980, el Belem se le da a la fundación creada el mismo año. Para crear conciencia y recaudar fondos para su rehabilitación, él está amarrado en París cerca de la Torre Eiffel y se restauró en gran medida allí. Su aspejo fue reformado con el fin de respetar el aspecto original. Sin embargo, se le acusa que su bauprés es demasiado corto.
En 1984, el Belem está clasificado como monumento histórico, menos de dos años después de otro gran barco francés, la Duchesse Anne, que ya no velea más, está amarrado en el puerto de Dunkerque.
En 1986 hizo su primer viaje a Nueva York con motivo del centenario de la Estatua de la Libertad.
Desde entonces, el Belem ha comenzado una nueva carrera como representante de los veleros. Toma a aprendices de todas las edades para ayudarles a descubrir la navegación tradicional a través de prácticas de 2 a 10 días. Además de la tripulación de 16 hombres (capitán y cocinero incluido) puede llevar hasta 48 alumnos divididos en 4 grupos. Como parte de la misión asignada a la Fundación Belem, él hace así el cabotaje a lo largo de las costas francesas y europeas y unos cuantos viajes en Océano Atlántico gracias al patrocinio de la ‘Caisse d'épargne’ que apoya la fundación. También participa en las reuniones internacionales de los grandes veleros y está abierta al público durante determinadas paradas entre marzo y octubre.
En 1996, es tema de una exposición en el Museo Nacional de la Marina en París titulado – El tiempo de los clíperes, Centennial del Belem.
En 2002, el barco realizó un viaje trasatlántico de Dakar hasta Belém, la ciudad que le ha dado su nombre. Visita a continuación Guyana, diferentes islas del Antillas, luego, hizo su viaje de vuelta a través de las Bermudas y las Azores. El Belem era así presente en los actos conmemorativos del centenario de la erupción del Monte Pelée, que destruyó la ciudad de St. Pierre en Martinica el 8 de mayo de 1902.
En 2003, él es tema de una nueva exposición en el Museo Nacional de la Marina, llamado simplemente Le Belem.
A partir de 2008, ha servido como barco de chárter como la l’Étoile de France y el Kathleen & May, para la Compagnie de transport maritime à la voile (CTMV), une compañía francesa vieja especializada en el transporte de vinos y licores embotellados.
En 2008, el Belem salió de La Rochelle el 8 de mayo para hacer su llegada a Quebec el 2 de julio, viaje conmemorativo del viaje de Samuel de Champlain en 1608 y formando parte de las festividades del cuadringentésimo aniversario de la ciudad de Quebec.
El 3 de mayo de 2009 Rabat da la bienvenida al Belem en ocasión del Festival Mawazine, y también para la inauguración del muelle de honor de la ciudad, después de una parada en Tánger. Desde su reapertura en 2009, la Escuela de Grumetes de Brest usa la embarcación para la formación de sus jóvenes reclutas (formación de 4 días en el mar), con arreglo de un convenio firmado entre la Fundación Belem y la marina nacional.
El 3 de junio de 2012 la nave participa en el Jubileo de Diamante de Isabel II del Reino Unido. Esta es la primera vez que se detiene en Londres y también es el único barco francés invitado oficialmente por la Reina a esta commémoration. En los Juegos Olímpicos de Londres 2012, el Belem está amarrado en el Támesis en vista del Club France.

### Raíces en Nantes
El puerto base de Belem es Nantes, en Loira Atlántico (Loire-Atlantique). Una ciudad que le ha visto nacer y que le encuentra hoy con regularidad en eventos náuticos o simples paradas, un par de veces al año.
Los tres mástiles además se han inaugurado el 9 de octubre de 2009 su nuevo muelle a los pies del puente de Anne-de-Bretagne. De hecho, el Belem atracaba antes más aguas abajo, a la salida del centro de la ciudad, donde una plataforma flotante y una pasarela le estaban reservado. Sin embargo, estas instalaciones estaban algo anticuadas e inconveniente para navegación en los brazos de la Madeleine, el municipio ha tomado la decisión antes del verano del 2009 de mover la plataforma aguas arriba, prácticamente en el centro de la ciudad ya que la ubicación elegida fue el quai de la Fosse, justo en la frontera entre la zona marítima y fluvial (delimitada por el puente de Anne-de-Bretagne).
La plataforma ha sido renovada y un pasarela totalmente nueva permite acceder al quai de la Fosse. Aprovechando la ubicación de esta pasarela y la fuerte demanda de espacio para los navegantes, un nuevo pontón flotante de cincuenta metros se acopló a la plataforma del Belem. Esta marca, bastante modeste, retorno el interés de Nantes por su río y el mar, mientras que el proyecto de la marina de 300 lugares de la isla de Nantes estaba abandonado.
Así que, con ocasión de la Ruta Solidaria del Chocolate que el Belem quedó en Nantes del 9 al 11 de octubre de 2009, para acompañar a los 24 monocascos Class40, ocupado en este nuevo evento trasatlántico humanitario y deportivo.